# Термонт
Термонт (англ. Thurmont) — город в округе Фредерик в штате Мэриленд в Соединённых Штатах Америки.
Согласно данным переписи населения США 2020 года число жителей города 
составляло 6 935 человек, что чуть больше, чем было во время предыдущей переписи (6 895 человек).

## История
Первоначально поселение называлось Механикстаун, но было переименовано в Термонт актом Генеральной Ассамблеи Мэриленда 18 января 1894 года, так как в штате уже было несколько схожих по названию населённых пунктов. Название Термонт происходит от немецкого слова thur (букв.  «ворота» или «вход») и латинского mons (букв. «гора»), что вместе примерно переводится как «Ворота в горы» указывая на особенность географического расположения города.
Пришедшая сюда железная дорога Western Maryland Railway, как и везде, способствовала развитию экономики региона, но и принесла немало горя. 17 июня 1905 года 16 мужчин из Термонта погибли в железнодорожной катастрофе, когда грузовой поезд, идущий на запад, столкнулся лоб в лоб с другим поездом. Для небольшого городка это стало настоящим потрясением. Едва жители оправились, 25 июня 1915 года, к западу от Термонта, произошла новая катастрофа; на этот раз погибло 6 человек. 
Ежегодно в Термонте проводится Catoctin Colorfest — фестиваль искусств и ремёсел, который каждую осень привлекает в город около 125 тысяч человек.

## География
Термонт расположен у восточного подножия отрога Катоктин Голубого хребта.
Согласно данным Бюро переписи населения США, общая площадь города составляет 3,13 квадратных миль (8,11 км2), из которых 3,12 квадратных миль (8,08 км2) — это суша и 0,01 квадратных миль (0,03 км2) — водная поверхность.

## Климат
Климат в этой области характеризуется жарким, влажным летом и, как правило, мягкой или прохладной зимой. Согласно системе классификации климата Кёппена, в Термонте влажный субтропический климат, на климатических картах обозначаемый аббревиатурой «Cfa».